# 莎拉·懷廷
莎拉·M·懷廷（英語：Sarah M. Whiting，1964年—）是一名美國建築師、評論家和學術管理者，現任哈佛大學設計研究生院院長兼約瑟夫·魯伊斯·塞特建築學教授，同時也是WW Architecture的共同創辦人。她曾擔任萊斯建築學院院長兼威廉·沃德·沃特金建築學教授。除了學術管理方面的工作外，懷廷還是2000年代初建築領域「後批判」轉向的知識分子。

## 早年生活和教育
1964年，懷廷與雙胞胎兄弟出生。她的父親查爾斯·G·懷廷（Charles G. Whiting）曾在耶魯大學攻讀本科和博士學位，並在她出生前一年開始在西北大學擔任法國文學教授。母親莫妮克（Monique）來自法國。
懷廷「第一次接觸建築是在伊利諾州埃文斯頓的八年級老師布置學生選擇未來職業並撰寫報告時」，她選擇了當地的一位建築師。懷廷曾就讀於埃文斯頓鎮高中，是法語俱樂部的一員，1982年畢業。之後，她進入耶魯大學學習，獲得建築、城市歷史和理論專業文學學士學位。在耶魯大學期間，她也曾擔任《耶魯每日新聞》藝術版的編輯。隨後，懷廷於1990年獲得普林斯頓大學建築碩士學位，並於2001年獲得麻省理工學院建築史與理論哲學博士學位。她的博士論文由建築歷史學家史丹佛·安德森指導，題為《空地上的叢林：1940年至1949年美國的空間、形式與民主》。

## 職業生涯
懷廷曾在彼得·埃森曼、麥可·葛瑞夫和大都會建築事務所工作，在那裡她擔任了歐拉里爾總體規劃的設計師，並協助出版《SMLXL》。懷廷還與丈夫羅恩·維特（Ron Witte）共同創辦WW Architecture建築事務所，該事務所目前位於麻薩諸塞州劍橋。
她曾在哈佛大學、普林斯頓大學、伊利諾理工學院、肯塔基大學和佛羅里達大學等院校任教，並在這些大學開設了現代城市主義和當代建築理論的本科生和研究生課程。
2019年7月1日，懷廷被任命為哈佛大學設計研究生院院長兼建築學教授。她接替莫森·穆斯塔法維，成為該學院史上第一位女院長。她的捐贈教席以約瑟夫·魯伊斯·塞特命名。
她與羅伯特·索莫合著的論文《多普勒效應及其他現代主義情調》（Notes Around the Doppler Effect and Other Moods of Modernism）於2002年在麻省理工學院的《Perspecta》雜誌上發表，被廣泛引用。

## 個人生活
懷廷與羅恩·維特結婚，後者是WW Architecture的創始人之一。維特曾擔任萊斯大學建築學院教授，目前是哈佛大學設計研究生院建築學客座教授。
她的雙胞胎兄弟亞歷克斯·懷廷（Alex Whiting）目前擔任科索沃專家分庭和專家檢察官辦公室的調查主管，2007年至2010年擔任哈佛大學法學院助理臨床教授，2013年至2019年擔任哈佛大學法學院實務教授。懷廷還有一個妹妹塞西爾（Cécile）和一個弟弟彼得（Peter）。

## 外部連結
- Harvard profile